# Euchlaena undularia
Euchlaena undularia là một loài bướm đêm trong họ Geometridae.